# Kvalifikacije za Svetsko prvenstvo u fudbalu 2022 — AFK
Kvalifikacije za Svetsko prvenstvo u fudbalu 2022. — AFK su kvalifikacije fudbalskih reprezentacija Azije u kojima se 46 zemalja takmiči za učešće Svetskom prvenstvu u fudbalu u Kataru 2022. godine. Pored Katara, koji se automatski kvalifikovao kao domaćin, ukupno 4,5 mesta (4 direktna mesta i 1 mesto za plej-of među konfederacijama) na završnom turniru predviđeno je za timove iz Azije.
Kvalifikacioni proces uključuje četiri kola, gde su prva dva kola igraju kao kvalifikacije za AFK Kup Azije 2023. Uprkos tome što se kvalifikovao za domaćina, Katar učestvuje u oba kola poreći se za mesto za Kup Azije. Takođe, oni bi učestvovali i na AFK Kupu solidarnosti 2020. godine, koji je otkazan zbog pandemije vireusa kovid-19.

## Format takmičenja
U kvalifikacijama u Azije (AFK) učestvuje 46 reprezentacija za koje je obezbeđeno 4-5 mesta na završnom turniru. Kvalifikacije su sastavljene iz 4 kruga. Struktura kvalifikacija je sledeća:
- Prvi krug: Ukupno 12 reprezentacija (rangirani od 35-46) su igrali dvostruki kup sistem. Pobednici se kvalifikuju u drugi krug.
- Drugi krug: Ukupno 40 reprezentacija (rangirani od 1-34) i šest pobedničkih reprezentacija iz prvog kruga su raspoređeni u osam grupa po pet reprezentacija koje su igrali dvostruki liga sistem. Pobednici svake grupe i ćetiri najbolje drugoplasirane reprezentacije kvalifikovali se u treći krug kao i za AFK azijski kup 2022.[4]
- Treći krug: Ukupno 12 reprezentacija pobjednica drugog kruga biće raspoređeno u dve grupe po šest reprezentacija koje će igrati dvostruki liga sistem. Prva dva tima iz svake grupe će se plasirati na Svetsko prvenstvo u fudbalu 2022. a trećeplasirane reprezentacije će se kvalifikovati u četvrti krug.
- Četvrti krug: Trećeplasirane reprezentacije iz trećeg kruga igraju dvostruki kup sistem. Pobednik se kvalifikuje na interkontinentalne kvalifikacije gdje će igrati protiv reprezentacije iz KONKAKAF zone.

## Zemlje učesnice
Svih 46 azijskih država članica Međunarodne federacije fudbalskih asocijacija učestvovalo je kvalifikacijama. Fifina svetska rang lista iz aprila 2019. korišćena je da bi se utvrdilo koje će se države takmičiti u prvom krugu. Za žreb u drugom i trećem krugu izvlačenja koristiće se najnoviji Fifin rejting pre tih izvlačenja.
Zbog zajedničkog formata kvalifikacija za Svetsko prvenstvo i Azijski kup, u drugi krug kvalifikacija učestvovale su i reprezentacije Katara (kao država domaćin Svetskog prvenstva 2022) i Kine (kao država domaćin Azijskog kupa 2023).
Isatočnom Timoru je zabranjeno učešće u kvalifikacijama za Azijski kup nakon što je utvrđeno da je na ostalim mečevima kvalifikacija za Azijski kup u AFK-u 2019. godine rasporedio ukupno 12 nepodobnih igrača. Međutim, kako im FIFA nije zabranila kvalifikacije za Svetski kup, Istočnom Timoru je bilo dozvoljeno da učestvuje u takmičenje, ali nije imao pravo da se kvalifikuje za Azijski kup.
| Počinju od drugog kruga (rangirani od 1 do 34) | Počinju od prvog kruga (rangirani od 35 do 46) |
| --- | --- |
| 1. Иран (21) 2. Јапан (26) 3. Јужна Кореја (37) 4. Аустралија (41) 5. Катар (55) 6. УАЕ (67) 7. Саудијска Арабија (72) 8. Кина (74) 9. Ирак (76) 10. Сирија (83) 11. Узбекистан (85) 12. Либан (86) 13. Оман (86) 14. Киргистан (95) 15. Јордан (97) 16. Вијетнам (98) 17. Палестина (99) 18. Индија (101) 19. Бахреин (111) 20. Тајланд (114) 21. Таџикистан (120) 22. Северна Кореја (121) 23. Филипини (124) 24. Кинески Тајпеј (125) 25. Туркменистан (136) 26. Myanmar (140) 27. Хонгконг (141) 28. Јемен (146) 29. Авганистан (149) 30. Малдиви (151) 31. Кувајт (156) 32. Индонезија (159) 33. Сингапур (160) 34. Непал (161) | 1. Малезија (168) 2. Камбоџа (173) 3. Макао (183) 4. Лаос (184) 5. Бутан (186) 6. Монголија (187) 7. Бангладеш (188) 8. Гвам (193) 9. Брунеј (194) 10. Источни Тимор (195) 11. Пакистан (200) 12. Шри Ланка (202) |

## Raspored utakmica
Mečevi utakmica planirani su po Fifinom međunarodnom kalendaru utakmica.
Dana 9. marta 2020. godine, FIFA i AFK su objavili da su mečevi druge runde kola 7–10 koji će se održati u martu i junu 2020. godine odloženi zbog pandemije COVID-19, sa novim datumima koji će biti naknadno potvrđeni. Međutim, uz odobrenje FIFE i AFK-a, i uz saglasnost članica obe asocijacije, mečevi se mogu igrati prema rasporedu pod uslovom da se ispune bezbednosne norme svih uključenih pojedinaca. Dana 5. juna, AFK je potvrdio da su se mečevi 7. i 8. kola trebali da se održe 8. i 13. oktobra, dok su 9. i 10. kola takođe trebali da počnu 12. i 17. novembra. Dana 12. avgusta FIFA je najavila da će mečevi zakazani za oktobar i novembar 2020. biti pomereni za 2021. godinu.
Dana 25. juna 2020. FIFA je objavila da su međukonfederacijski plej-ofovi, prvobitno predviđeni za igranje u martu 2022. godine, pomereni za jun.
Dana 11. novembra 2020. godine, Komisija za takmičenja AFK objavila je da bi sve utakmice drugog kola azijskih kvalifikacija trebale da budu završene do 15. juna 2021. sa mečevima 7. i 8. marta 2021. i danima utakmica 9. i 10. u junu 2021. godine sa početkom poslednjeg kola azijskih kvalifikacija u septembru 2021. godine. Takođe bi svih 10 kola završne runde azijskih kvalifikacija trebalo da bude završeno do kraja marta 2022. godine azijskim i međukontinentalnim plej-ofom predloženim za Fifin raspored za maja / juna 2022. Azijski plej-of za Svetski kup u Kataru predložen je u vidu jednog meča. Istog dana FIFA je, zajedno sa asocijacijama Bangladeša i Katara, dala odobrenje za jedinu utakmicu drugog kola prvobitno zakazanu za 2020. godinu, između Katara i Bangladeša, koja je odigrana 4. decembra.
Dana 19. februara 2021. FIFA i AFC odložili su većinu predstojećih utakmica za jun.
| Runda       | Kolo       | Datum(i)                                        |
| ----------- | ---------- | ----------------------------------------------- |
| Prva runda  | Prvi krug  | 6. jun 2019.                                    |
| Prva runda  | Drugi krug | 11. jun 2019.                                   |
| Druga runda | Kolo 1     | 5. septembar 2019.                              |
| Druga runda | Kolo 2     | 10. septembar 2019.                             |
| Druga runda | Kolo 3     | 10. oktobar 2019.                               |
| Druga runda | Kolo 4     | 15. oktobar 2019.                               |
| Druga runda | Kolo 5     | 14. novembar 2019.                              |
| Druga runda | Kolo 6     | 19. novembar 2019.                              |
| Druga runda | Kolo 7     | 25. mart, 28. maj i 3. jun 2021.                |
| Druga runda | Kolo 8     | 4. decembar 2020., 30. mart i 7. i 9. jun 2021. |
| Druga runda | Kolo 9     | 30. mart, 30 maj i 11. jun 2021.                |
| Druga runda | Kolo 10    | 15. jun 2021                                    |

| Round                                      | Kolo       | Datum              |
| ------------------------------------------ | ---------- | ------------------ |
| Treća runda                                | Kolo 1     | 2. septembar 2021. |
| Treća runda                                | Kolo 2     | 7. septembar 2021. |
| Treća runda                                | Kolo 3     | 7. oktobar 2021.   |
| Treća runda                                | Kolo 4     | 12. oktobar 2021.  |
| Treća runda                                | Kolo 5     | 11. novembar 2021. |
| Treća runda                                | Kolo 6     | 16. novembar 2021. |
| Treća runda                                | Kolo 7     | 27. januar 2022.   |
| Treća runda                                | Kolo 8     | 1. febraur 2022.   |
| Treća runda                                | Kolo 9     | 24. mart 2022.     |
| Treća runda                                | Kolo 10    | 29. mart 2022.     |
| četvrta runda                              | Prvi krug  | maj ili jun 2022.  |
| Interkontinentalne kvalifikacije (plej-of) | Prvi krug  | jun 2022.          |
| Interkontinentalne kvalifikacije (plej-of) | drugi krug | jun 2022.          |

| Runda         | Kolo       | Datum                                                |
| ------------- | ---------- | ---------------------------------------------------- |
| Druga runda   | Kolo 7     | 26. mart 2020, kasnije 8. oktobar                    |
| Druga runda   | Kolo 8     | 31. mart 2020, kasnije 13. oktobar                   |
| Druga runda   | Kolo 9     | 4. jun 2020, kasnije 12. novembar, zatim 7. jun 2021 |
| Druga runda   | Kolo 10    | 9. jun 2020, kasnije 17. novembar                    |
| Treća runda   | Kolo 1     | 3. septembar 2020                                    |
| Treća runda   | Kolo 2     | 8. septembar 2020                                    |
| Treća runda   | Kolo 3     | 13. oktobar 2020                                     |
| Treća runda   | Kolo 4     | 12. novembar 2020                                    |
| Treća runda   | Kolo 5     | 17. novembar 2020                                    |
| Treća runda   | Kolo 6     | 25. mart 2021                                        |
| Treća runda   | Kolo 7     | 30. mart 2021                                        |
| Treća runda   | Kolo 8     | 8. jun 2021                                          |
| Treća runda   | Kolo 9     | 7. septembar 2021                                    |
| Treća runda   | Kolo 10    | 12. oktobar 2021                                     |
| Četvrta runda | First leg  | 11. novembar 2021                                    |
| Četvrta runda | Second leg | 16. novembar 2021                                    |

## Prva runda
Izvlačenje prvog kruga održano je 17. aprila 2019. godine u 11:00 MST (UTC+8), u fudbalskoj kući Azijske fudbalske konfederacije u Kuala Lumpuru, u Maleziji. Prvi mečevi igrani su 6. i 7. juna, a druge 11. juna 2019. godine.
| Тим #1                                                           | рез. | Тим #2        | прва утакмица | друга утакмица |
| ---------------------------------------------------------------- | ---- | ------------- | ------------- | -------------- |
| [[Фудбалска репрезентација Монголије {{{altlink2}}}\|Монголија]] | 3–2  | Брунеј        | 2–0           | 1–2            |
| Макао                                                            | 1–3  | Шри Ланка     | 1–0           | 0–3 (nag.)     |
| Лаос                                                             | 0–1  | Бангладеш     | 0–1           | 0–0            |
| Малезија                                                         | 12–2 | Источни Тимор | 7–1           | 5–1            |
| Камбоџа                                                          | 4–1  | Пакистан      | 2–0           | 2–1            |
| Бутан                                                            | 1–5  | Гвам          | 1–0           | 0–5            |

## Druga runda
Izvlačenje prvog kruga održano je  17. jula 2019 godine u 17.00 MST (UTC+8), u fudbalskoj kući Azijske fudbalske konfederacije u Kuala Lumpuru, u Maleziji.
| Pos | Тим      | О | П | Н | И | ГД | ГП | ГР  | Бод. | Qualification                                                 |  | Сирија                                                                     | Кина | Филипини                                                                  | Малдиви                                                                    | Гвам                                                                      |
| --- | -------- | - | - | - | - | -- | -- | --- | ---- | ------------------------------------------------------------- |  | -------------------------------------------------------------------------- | ---- | ------------------------------------------------------------------------- | -------------------------------------------------------------------------- | ------------------------------------------------------------------------- |
| 1   | Сирија   | 5 | 5 | 0 | 0 | 14 | 4  | +10 | 15   | Third round and Asian Cup                                     |  | —                                                                          | 2–1  | 1–0                                                                       | 2–1                                                                        | 4–0                                                                       |
| 2   | Кина     | 5 | 3 | 1 | 1 | 20 | 2  | +18 | 10   | Third round and Asian Cup or Asian Cup qualifying third round |  | [[2022 FIFA World Cup qualification – AFC Second Round#CHN v SYR\|15 Jun]] | —    | [[2022 FIFA World Cup qualification – AFC Second Round#CHN v PHI\|9 Jun]] | [[2022 FIFA World Cup qualification – AFC Second Round#CHN v MDV\|3 Jun]]  | 7–0                                                                       |
| 3   | Филипини | 5 | 2 | 1 | 2 | 8  | 8  | 0   | 7    | Asian Cup qualifying third round                              |  | 2–5                                                                        | 0–0  | —                                                                         | [[2022 FIFA World Cup qualification – AFC Second Round#PHI v MDV\|15 Jun]] | [[2022 FIFA World Cup qualification – AFC Second Round#PHI v GUM\|3 Jun]] |
| 4   | Малдиви  | 5 | 2 | 0 | 3 | 6  | 10 | −4  | 6    | Asian Cup qualifying third round or play-off round            |  | [[2022 FIFA World Cup qualification – AFC Second Round#MDV v SYR\|11 Jun]] | 0–5  | 1–2                                                                       | —                                                                          | 3–1                                                                       |
| 5   | Гвам     | 6 | 0 | 0 | 6 | 2  | 26 | −24 | 0    | Asian Cup qualifying play-off round                           |  | [[2022 FIFA World Cup qualification – AFC Second Round#GUM v SYR\|7 Jun]]  | 0–7  | 1–4                                                                       | 0–1                                                                        | —                                                                         |

1. ↑  The four best runners-up across all groups will advance to the World Cup qualifying third round and Asian Cup. The remaining four runners-up will advance to the Asian Cup qualifying third round
2. ↑  The four best fourth-placed teams across all groups will advance to the Asian Cup qualifying third round. The remaining four fourth-placed teams will advance to the Asian Cup qualifying play-off round.

## Treća runda
U trećoj rundi takmiče se dve grupe od po šest timova. Prve dve ekipe iz svake grupe plasiraće se na Svetski kup. Dve trećeplasirane ekipe prelaze u četvrtu rundu. Japan je postao prva ekipa koja se plasirala u treću rundu nakon što je pobedila Mjanmar sa 10-0 razlike.

## Četvrta runda
Dve trećeplasirane ekipe u svakoj grupi iz treće runde igraće jedna protiv druge u jednom meču kako bi utvrdile koji tim napreduje u plej-of interkontinentalne kvalifikacije.
Redosled ove pojedinačne etape biće objavljen tokom žreba za treću rundu.

## Napomene
1. ↑  Makao nije poslao svoj tim na revanš iz sigurnosnih razloga nakon uskršnjih bombaških napada u Šri Lanki 2019. godine.[23] AFC je stvar prosledio FIFA-i,[24] koja je 27. juna 2019. objavila da je meč proglašen izgubljenom u korist Šri Lanke sa rezultatom 3:0, a shodno tome kvalifikovala se Šri Lanka u drugi krug..[25]

## Spoljašnje veze
- - Qualifiers – Asia Архивирано на веб-сајту  (17. април 2019), FIFA.com
- FIFA World Cup, the-AFC.com